# 20338 Elainepappas
20338 Elainepappas è un asteroide della fascia principale. Scoperto nel 1998, presenta un'orbita caratterizzata da un semiasse maggiore pari a 2,9066354 UA e da un'eccentricità di 0,0751391, inclinata di 0,98470° rispetto all'eclittica.